# 南科卡尔
南科卡尔是巴西圣卡塔琳娜州的一个市镇。总面积71平方公里，总人口14563人，人口密度205.1人/平方公里。